# 帝国大学
帝国大学（ていこくだいがく、旧字体：帝󠄁國大學）は、1886年（明治19年）に公布された帝国大学令によって設立された日本の旧制高等教育機関（大学）。略称は帝大（ていだい）。また、1886年〜1897年（京都帝国大学設立）までの現在の東京大学の旧称。
この項目では、帝国大学を前身とする日本の国立大学の概略についても扱う。

## 概要
大学（大学寮、太学）は東アジア文化圏においては古代より官吏を養成し国家政策を研究させる官立の教育・諮問機関であった。この反映もあり、明治維新の初期に設立された「大学校」は政府の官庁の一つであり、旧幕府から継承された昌平学校・開成学校・医学校の3校を統合し、旧昌平学校系を中心とする官立教育機関として設立された。
明治時代から昭和時代戦前にかけて、内地に7校（東京、京都、東北、九州、北海道、大阪、名古屋）、外地に2校（京城、台北）の計9校が設置された。第二次世界大戦後、内地の帝大は1947年（昭和22年）10月より国立総合大学（こくりつそうごうだいがく、旧字体：國立總合大學）に改められ、続く学制改革で1949年（昭和24年）より新制国立大学へ移行し、外地の帝大は日本政府の管理から離れて別個の変遷をたどった。
1877年（明治10年）創立の東京大学が、1886年（明治19年）に帝国大学令に基づいて「帝国大学」（略称：帝大）に改称された。それから約10年は同校を指す名称であった。
1897年（明治30年）に「京都帝国大学」が創立されると、従前の「帝国大学（旧東京大学）」は「東京帝国大学」に改称された。これから1947年（昭和22年）の日本国内における新制大学移行による改称までの半世紀は、同令によって設置された大学群9校の総称が「帝国大学」であった。
新制大学移行後は、「旧帝国大学」または「旧帝大」とも呼ばれている。ただし、ソウル大学校に関しては部分的に連続性を認めている学部もあるが、大学全体の見解として京城帝大の後身校ではないとされている。
初期の帝大は、大日本帝国最上位の国立高等教育機関（最高学府）および研究機関として設置された。各帝大は、複数の専攻科を擁する「分科大学」を包含し、学際的な研究を理念とする「大学院」を設置した。
第一次世界大戦後の1919年（大正8年）に施行された大学令と同期して、東京・京都・東北・九州・北海道の既存5帝大における分科大学は大学本部の統制下にある学部に改組された。学部制後の帝国大学は「綜合大学」（新制大学の国立総合大学に相当）とも称され、拠点都市以外も含めて各地で帝大あるいは綜合大学の設立運動があった（#設立過程参照）。
一方、各帝大内では、学部よりさらに下位に当たる各「講座」が優勢になり、大学より上位にあって学際的な研究を期待された大学院をも大学の講座による支配が及んだ。このような大学の講座が大学院まで影響力を持つ体制は、戦後の新制大学成立後も続いている。
各帝大は、前身となる高等教育機関を包摂して改組・改称したり、学部を新設したりするなどしてその組織を整備し、時代が下って大学令に基いて設立された官立（国立）・公立の単科大学や私立の総合大学が設置される中でも日本の高等教育や研究をリードした。戦後は「帝国大学」の名称を廃し「国立総合大学」と改められたが、日本で有数の総合大学である状況は変わらなかった。
大正時代まで、卒業時、学科ごとに最優秀の者には天皇から恩賜の銀時計が下賜された。1886年（明治19年）には、卒業生のクラブとして学士会（本部・東京都）が設けられた。同会の入会資格は、新制大学以前の旧帝大出身者と新制大学後の国内の旧帝大出身者などである。
欧州の大学が伝統的にそうであったように、大学教育を始め、高等官僚や司法職、医師資格などは当初は女性に対して門戸が閉ざされており、フランスやスイス、イタリア、北欧がこれらの領域に門戸を開き始めたことを受け、日本の帝国大学でも1913年8月に東北帝国大学理学科に3名の女子学生が入学を許可されることになった。その後、九州帝国大学が1925年に、北海道帝国大学と大阪帝国大学が1935年に門戸を開いたが、他の帝国大学は受け入れは行わず、最終的に1946年に東京帝国大学や京都帝国大学が女子学生の受け入れを正式に認め全ての帝国大学が女子を受け入れたが、翌年に学制改革が実施されたためこの年度が最初で最後の入学者となった。このため京都帝国大学に正式に入学した女子学生は僅か17名しかいない。
2016年度（平成28年度）に国から国立大全86校に支給された運営費交付金のうち、旧帝大の7校にその33.7%の額が配分されており、旧帝大は現在も特別の地位にあることがわかる。
旧帝大7校への進学率は、出身高校所在都道府県毎に18歳人口あたりで標準化すると、3.0%以上が奈良県のみ、2.5%以上が北海道と福岡県、2.0%以上が宮城県・富山県・石川県・愛知県・京都府・兵庫県となっており、旧帝大7校が所在していない奈良・富山・石川・兵庫の4県が上位に入る一方、所在している東京都・大阪府はより下位にいる。

### 修業年限
明治6年の学制発足時点では修業年限に制限はなく、明治14年に4年ないし5年に、明治25年に医科は5年それ以外は4年となり、明治33年から戦後昭和24年の学校教育法の施行までは医科は4年それ以外は3年が標準とされた。

## 一覧
かつて存在した帝国大学は次の通り。番号は帝国大学として設置・昇格された順番を示す。
|      | 帝大認定年      | 大学名                 | 終戦時 | 終戦時             | 終戦時                            | 終戦時   | 戦後                                          | 戦後                                                                        | 戦後                                          | 画像 | 位置                                     |
| 予科 | 帝大認定年      | 大学名                 | 専門部 | 学部               | 院                                | 新制大学 | 学部                                          | 院                                                                          |                                               | 画像 | 位置                                     |
| ---- | --------------- | ---------------------- | ------ | ------------------ | --------------------------------- | -------- | --------------------------------------------- | --------------------------------------------------------------------------- | --------------------------------------------- | ---- | ---------------------------------------- |
| 1    | 1886年 明治19年 | 帝国大学 →東京帝国大学 | －     | 医学               | 理・一工・二工・医・農 法・文・経 | ○        | 東京大学                                      | 理・工・医・薬・農 法・文・経・教育・教養                                   | ○                                             |      | 北緯35度42分48.39秒 東経139度45分44.03秒 |
| 2    | 1897年 明治30年 | 京都帝国大学           | －     | 医学               | 理・工・医・農 法・文・経         | ○        | 京都大学                                      | 理・工・医・薬・農 法・文・経・教育・総人                                   | ○                                             |      | 北緯35度1分33.77秒 東経135度46分51秒     |
| 3    | 1907年 明治40年 | 東北帝国大学           | －     | 医学               | 理・工・医 法文                   | ○        | 東北大学                                      | 理・工・医・歯・薬・農 法・文・経・教育                                     | ○                                             |      | 北緯38度15分15.45秒 東経140度52分27.81秒 |
| 4    | 1911年 明治44年 | 九州帝国大学           | －     | 医学・工学         | 理・工・医・農 法文               | ○        | 九州大学                                      | 理・工・医・歯・薬・農・芸工 法・文・経・教育・共創                         | ○                                             |      | 北緯33度37分21.9秒 東経130度25分31.19秒  |
| 5    | 1918年 大正7年  | 北海道帝国大学         | ○      | 医学・ 農林・ 土木 | 理・工・医・農                    | ○        | 北海道大学                                    | 理・工・医・歯・薬・農・獣・水 法・文・経・教育                             | ○                                             |      | 北緯43度4分17.45秒 東経141度20分48.19秒  |
| 6    | 1924年 大正13年 | 京城帝国大学           | ○      | －                 | 理工・医 法文                     | ○        | 無し（→施設等は新設のソウル大学校が引き継ぎ） | 無し（→施設等は新設のソウル大学校が引き継ぎ）                               | 無し（→施設等は新設のソウル大学校が引き継ぎ） |      | 北緯37度27分33.63秒 東経126度57分7.51秒  |
| 7    | 1928年 昭和3年  | 台北帝国大学           | ○      | 医学               | 理・工・医・農 文政               | ○        | 国立台湾大学                                  | 理・工・医・電機情報・生物資源農・生命科学・公衆衛生 文・法・社会科学・管理 | ○                                             |      | 北緯25度0分50.1秒 東経121度31分47.42秒   |
| 8    | 1931年 昭和6年  | 大阪帝国大学           | －     | 医学               | 理・工・医                        | ○        | 大阪大学                                      | 理・工・医・歯・薬・基礎工 法・文・経・人科・外語                           | ○                                             |      | 北緯34度49分7.23秒 東経135度31分26.23秒  |
| 9    | 1939年 昭和14年 | 名古屋帝国大学         | －     | 医学               | 理・工・医                        | ○        | 名古屋大学                                    | 理・工・医・農 法・文・経・教育・情報                                       | ○                                             |      | 北緯35度9分15.8秒 東経136度57分55.73秒   |

## 歴史
ソウル大学校（京城帝大から改名した京城大学の施設等を転用し、新大学を設立）

### 東京

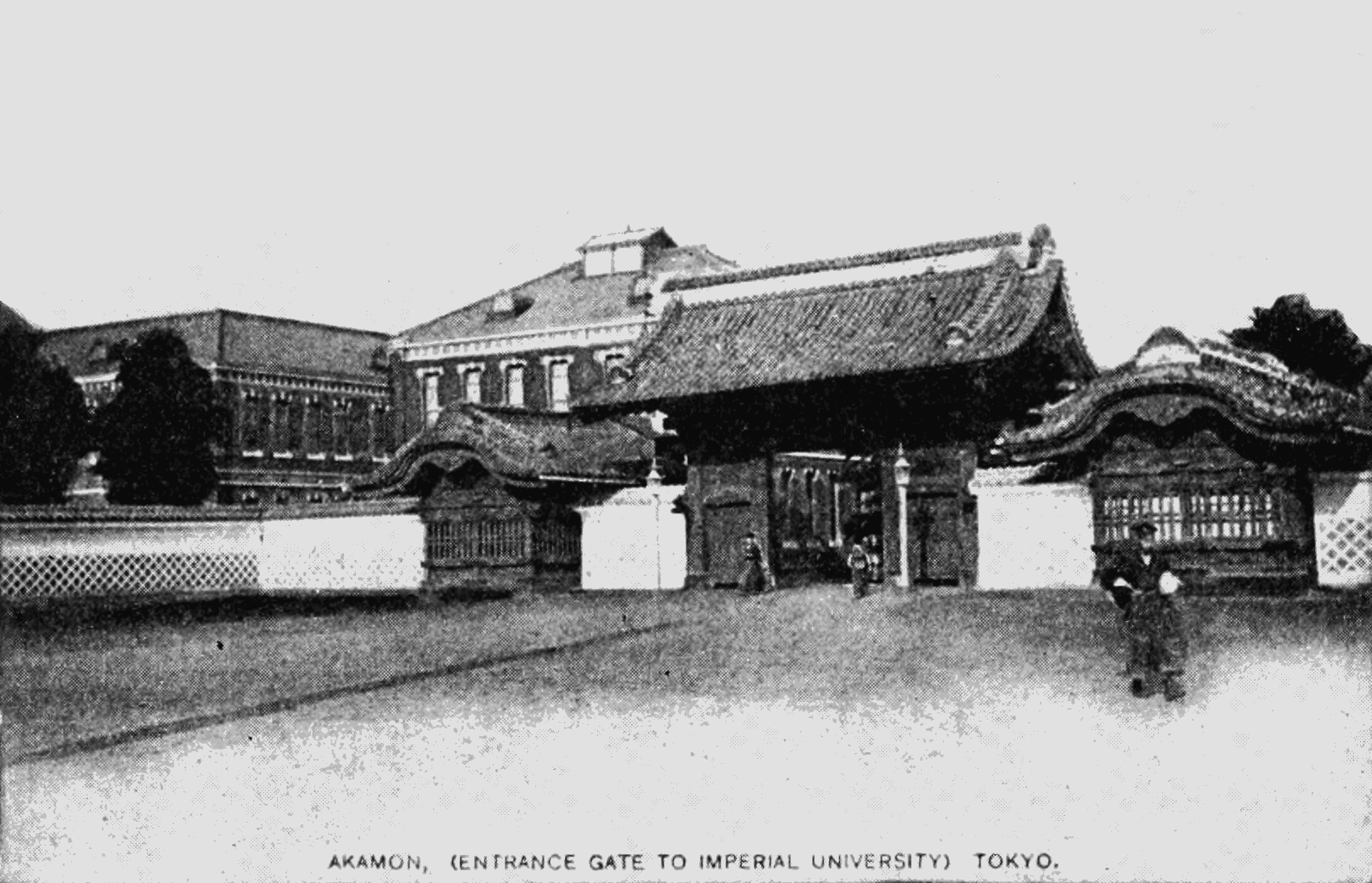
東京帝国大学（1903年から1904年に撮影）

1. 帝国大学（後の東京帝国大学。現在の東京大学）
1877年（明治10年）設立の「東京大学」は帝国大学令（1886年）の公布により、東京大学と工部大学校を統合して「帝国大学」に改称・改組した。このとき、大学院も設置された。初代の総長は渡辺洪基。詳細は「東京大学 (1877-1886)」参照。

### 京都
2. 京都帝国大学（現在の京都大学）
帝国大学設立期から、関西にも大学設置を望む声があった。
1890年（明治23年）になると、第1次山縣有朋内閣の芳川顕正文相（徳島藩出身）が教育勅語発布に尽力する一方、大学令案を閣議に提出して、地方大学の設立および高等中学校の拡張を主張した。
同1890年7月1日には第1回衆議院議員総選挙が実施され、11月25日には第1回帝国議会が召集される。
翌1891年2月20日に、長谷川泰衆議院議員（日本医科大学の前身である済生学舎を1876年設立）が帝国大学新設案を議会に提示し、1892年の第4回帝国議会にも「関西ニ帝国大学ヲ新設スル建議案」を提出したが、設立には至らなかった。
日清戦争（1894年7月～1895年4月）による好景気、および、下関条約によって清から賠償金を得たことにより、第2次伊藤博文内閣の西園寺公望文相が「清国賠償金ノ一部ヲ東京及京都ノ帝国大学基本金トシテ交付セラレンコトヲ請フノ議」を、首相宛に執筆し、京都帝国大学の設置を主張した。
これを受け、翌1896年の第9回帝国議会にて、京都帝国大学創立費および京都帝国大学医科大学創立費の予算案が可決された。翌1897年（明治30年）、第三高等学校の一部の施設を利用して、京都帝国大学が設立（第三高等学校は移転した）。これにより「帝国大学」は「東京帝国大学」と改称した。

### 東北・九州・北海道
3. 東北帝国大学（現在の東北大学）
4. 九州帝国大学（現在の九州大学）
5. 北海道帝国大学（現在の北海道大学）

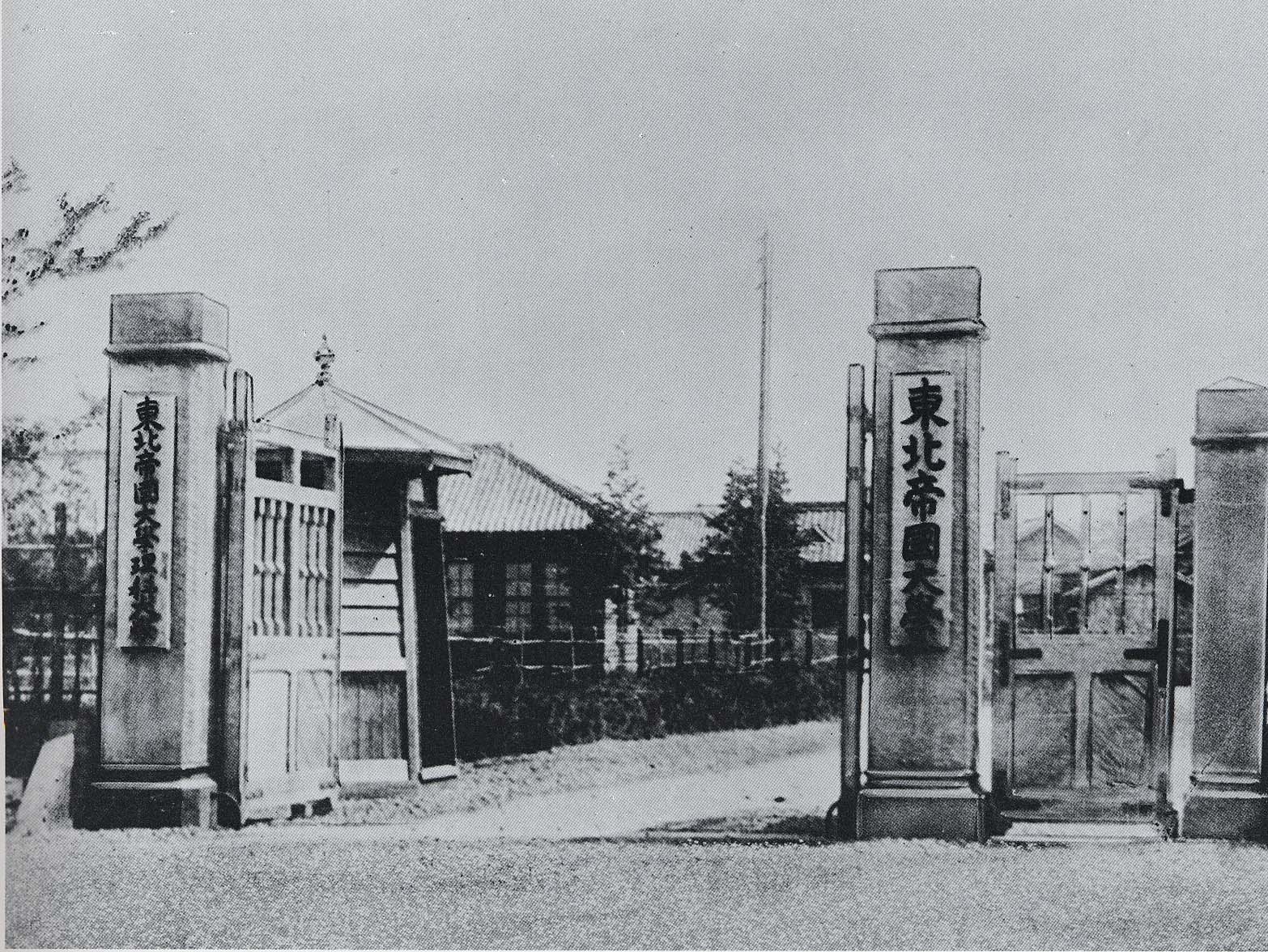
東北帝国大学（1913年撮影）

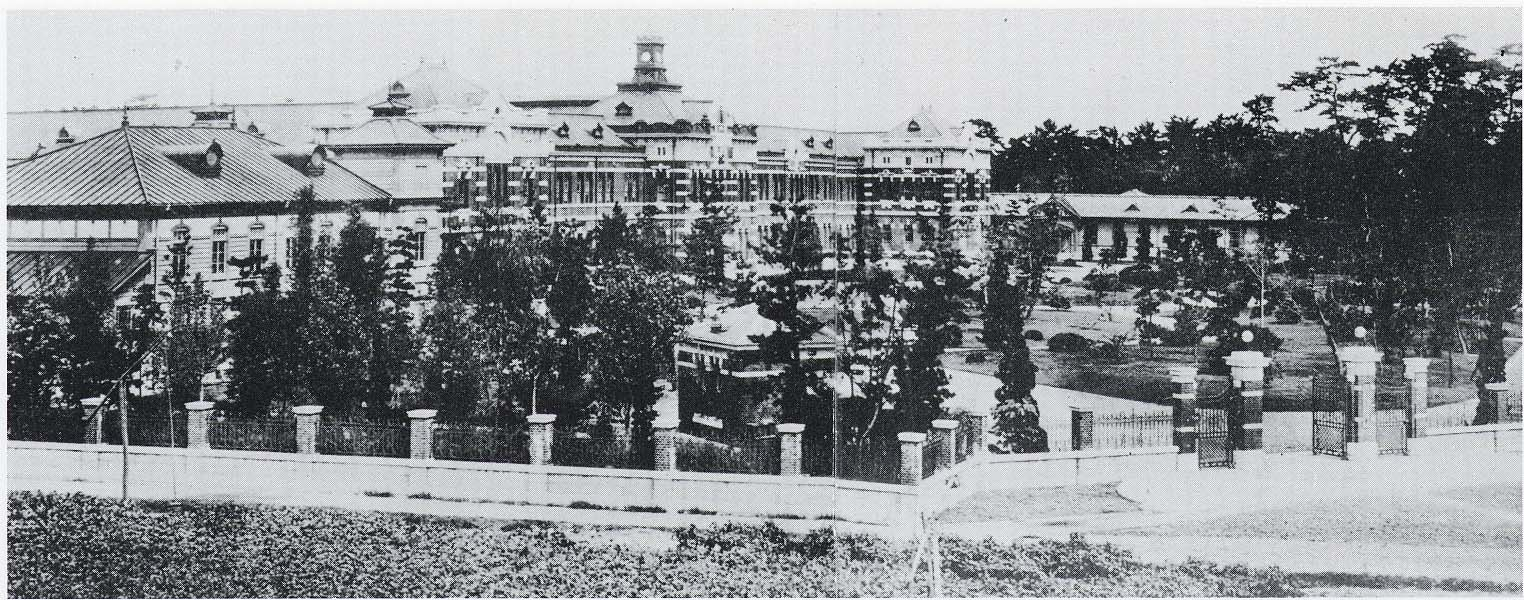
九州帝国大学（撮影年不明）

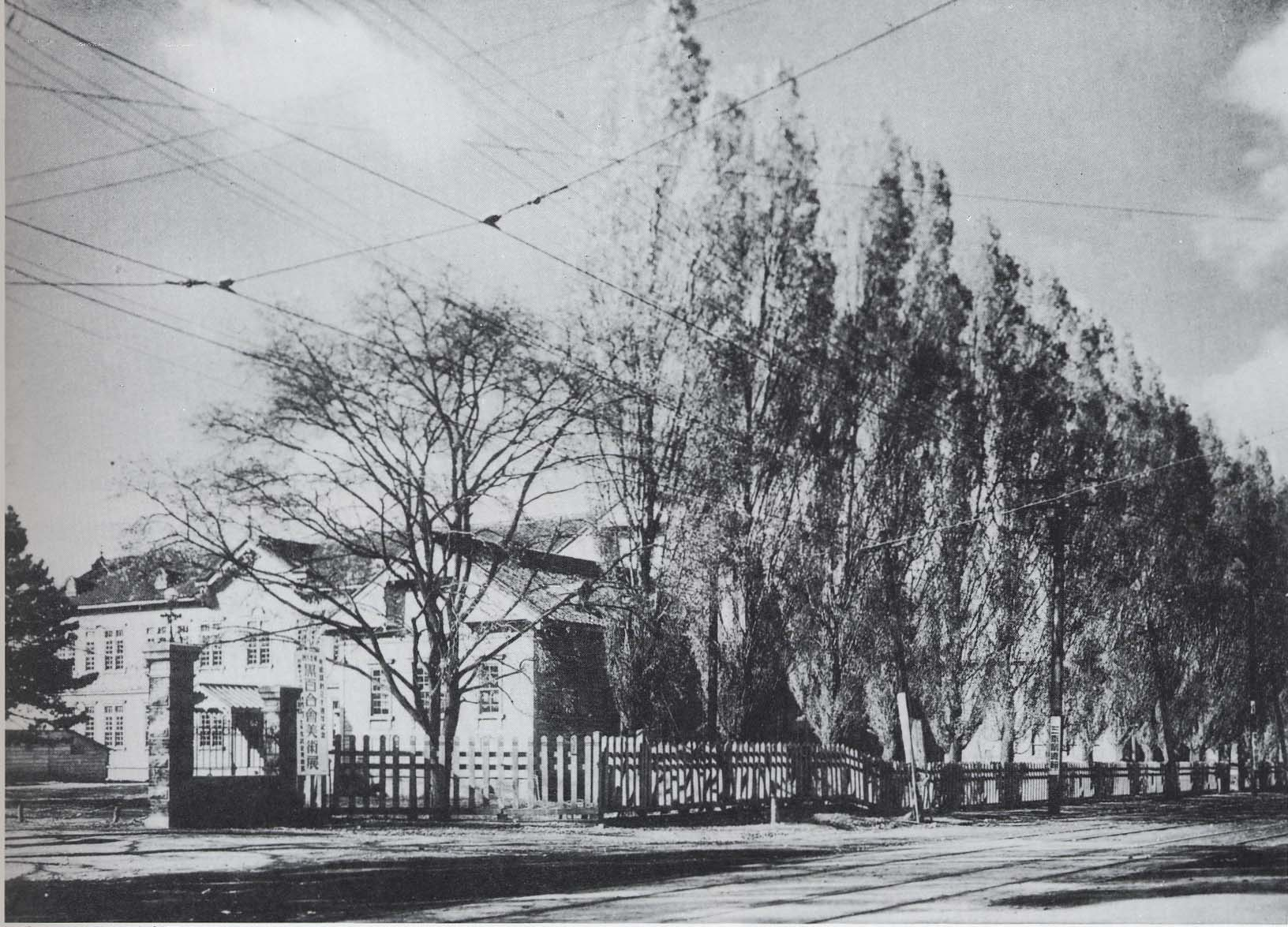
北海道帝国大学（1934年撮影）

帝国議会と政府との関係、資金面の問題、校舎建設の問題、前身となる高等教育機関と新設各帝国大学との関係から、この時期の帝国大学の設立経緯は複雑であり、盛岡藩出身で藩校作人館修文所で原敬と同級生だった佐藤昌介（札幌農学校最後の校長、東北帝国大学農科大学初代学長、北海道帝国大学初代総長）も関係している。
また、この時期設立の帝大は全て地方名が大学名として採用され、その他の帝大が都市名を冠しているのとは対照的となっている。
1890年（明治23年）に帝国議会が成立したことにより、帝大設立のための多くの「建議案」が議会に提出された。ただし、建議案が採択されて「建議」となっても、これは大日本帝国憲法下で議院が政府に意思を示すことであり、法案ではないため法的拘束力はない。
京都帝国大学創立期の1898年に成立した第2次山縣有朋内閣の樺山資紀文相が、東北と九州にも帝国大学を設置したいと言明した。
東北では第二高等学校がある宮城県に設置する意思が表明されたが、九州においては設置する県を明言しなかった。すると、官営八幡製鉄所がある福岡県と、古くから医学が盛んで第五高等学校医学部がある長崎県が、「50万円を寄付する用意がある」とそれぞれ言明。また、第五高等学校の本部がある熊本県は、土地の提供を申し出た。しかし、「寄付で設立されても運営費が捻出できない」と、帝国議会から消極論が出て両帝国大学の設立は見送りとなった。
1900年（明治33年）、第14帝国議会において、野党・政友会（伊藤博文総裁）によって「九州東北帝国大学設置建議案」および「北海道帝国大学設立建議案」が提出された。建議案は衆議院特別委員会にて可決され、東北・九州・北海道の各帝国大学設立の要求が議会から政府に表明された。
しかし、野党案であったことや、建議に拘束力がなかったこと、1900-01年の日本は不況期であったことなどから、政府は消極姿勢であった。対して議会では、1901年（明治34年）「北海道帝国大学設立建議」、1902年（明治35年）「東北帝国大学設立建議」と重ねて採択が行われ、政府へ働きかけた。
1902年（明治35年）、第1次桂太郎内閣の菊地大麓文相（元東京帝大総長）が、「東京・京都以外に帝大は設立不要」とし、実用的な専門学校の設置案を提案した。衆議院解散で設置案は流れたが、九州帝大設置のために巨額の寄付を申し出ていた各県に専門の高等教育機関の設置が決まり、まず、国から150万円の予算を得て1903年（明治36年）に福岡県立福岡病院を基に京都帝国大学福岡医科大学が設立された。
その後、1905年（明治38年）に長崎高等商業学校が、1906年（明治39年）に仙台高等工業学校、および、第五高等学校工学部を基に熊本高等工業学校が設置された。
1906年（明治39年）、京都帝大の設置に尽力し、高等教育機関の設置に前向きな西園寺公望を首相とする第1次西園寺内閣が成立した。同年6月には、札幌農学校を農科大学に昇格、新設予定の理工科大学と大学予科と合わせて「北海道帝国大学」とする案が文部省に陳情されたが、これは同時期に帝国大学設置を要望していた東北選出の代議士に反発された。この結果、札幌に新設予定だった理科大学を宮城県仙台市に設置することに変更し、札幌と仙台の分科大学を併せて帝国大学とする折衷案を政府に要求することになった。
西園寺内閣は、1907年度（明治40年度）予算に東北帝国大学（仙台市）および九州帝国大学（福岡市）の設置予算を組み込んだが、日露戦争後の不況期に入ったことを理由に板谷蔵相によって予算は削減され、設立は絶望的となった。このとき、古河鉱業副社長であった原敬内務大臣（盛岡藩盛岡城外・本宮村、現：岩手県盛岡市本宮出身）が、古河財閥（初代の古河市兵衛が盛岡の親戚筋で働いていた時期あり）の二代目オーナーの古河虎之助（当時17歳）を説得し、両帝国大学設立のための資金を献納させることを取り付け、予算削減から17日目に両帝国大学の設置が閣議決定された。日露戦争による好況（1904-05年）によって財を成した古河財閥は、一方で足尾銅山の鉱毒による公害問題を抱えており、公のために寄付をすることで世論の沈静化を願った。北海道大学に現存する古河講堂（登録有形文化財）はこれにより建てられた。
1907年（明治40年）9月には、東北帝国大学が設置され、札幌農学校は東北帝国大学農科大学（札幌区）に昇格した。勅令第236号では、東北帝国大学の設置場所は仙台と定められていたが、この時点の仙台では一切の校舎その他建造物が存在しない状態であった。
当時の帝国大学令では、帝国大学は複数の分科大学により運営される必要があったが、東北帝国大学の場合は当面の間札幌の農科大学のみで完結させる必要があり、特例として農科大学のみで運営することを前提とした東北帝国大学農科大学官制を施行することとなった。
1911年1月には、東北帝国大学理科大学（仙台市）が新設され、名実ともに東北帝国大学の本部が仙台に置かれるようになった。同時期には九州帝国大学本部の設置および九州帝国大学工科大学の新設もなされた（両者とも福岡市）。同年4月には、京都帝国大学福岡医科大学が移管されて九州帝国大学医科大学となった。
これらの大学設置には、地元からの寄付金等も用いられたが、1907年度から5年間で約106万円に上った古河財閥の寄付金が用いられた（内訳は建築費が987,739円、事務費用69,137円）。古河財閥からの校舎建設資金は、東北帝大分が、農科大学135,519円、理科大学244,170円、九州帝大分が工科大学608,050円であった。北海道大学のシンボルの一つであり、現在は文学部の研究室として使用されている古河記念講堂は、この資金を用いて建設されたものである。
1911年（明治44年）、3度目の「北海道帝国大学設立建議案」が議会で採択されたが、政府は消極的だった。しかし、第一次世界大戦による好況（1915-18年）に入ると風向きが変わり、大学令公布に伴う各帝国大学の分科大学制から学部制への改組に先立って、1918年（大正7年）4月、札幌区所在の東北帝国大学農科大学を東北帝大から分離して北海道帝国大学が設立された。同年、原敬内閣の下、「高等諸学校創設及拡張計画」が帝国議会で可決され、東京帝国大学・京都帝国大学に各々経済学部が、東北帝国大学・九州帝国大学には各々法文学部が設置された。
なお、六大都市の大阪市（125万人）や名古屋市（43万人）、あるいは、広島市（16万人）や金沢市（13万人）に比べて人口が少ない仙台市（12万人）、札幌区（10万人）、福岡市（9.5万人）に政策的な理由で帝国大学が設置されたため、他の大都市では帝国大学設置運動がその後も続いた（→都道府県庁所在地と政令指定都市の人口順位#1920年（大正9年）の人口順位）。

### 京城・台北

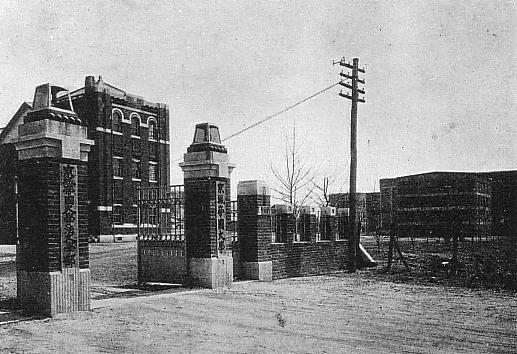
京城帝国大学（1930年頃撮影）

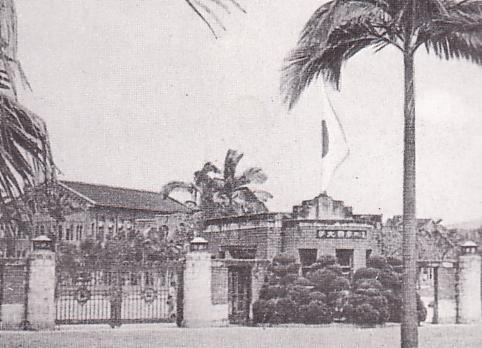
台北帝国大学（撮影年不明）

6. 京城帝国大学（在朝鮮アメリカ陸軍司令部軍政庁法令102号によって閉鎖）
7. 台北帝国大学（現在の国立台湾大学）
十四か条の平和原則（1918年1月8日）、ヴェルサイユ条約（1919年）によって、第一次世界大戦後に民族自決が広まり、朝鮮では三・一独立運動（1919年）が発生し、民族系およびアメリカ系宣教団で私立大学設立の動きが見られた。日本は、1920年（大正9年）の国際連盟発足に伴い常任理事国の一員となり、国際的地位を得る中、朝鮮・台湾・関東州などにおいて「内地延長主義」（外地の同化政策）を採って、数々の高等教育機関を設立していった（→旧外地の高等教育機関）。
外地での帝国大学設立は、外地での民族自決を抑え込む意味合いがあったものの、学部数や定員は限定され、また、教授陣は日本人、かつ、学生の多くも日本人であったため、民族差別を訴える民族系新聞もあった。また、全ての内地（日本国内）の大学・高等教育機関が文部省管轄下にあったのに対し、京城・台北の両帝国大学を始め、外地のほとんどの学校・大学が台湾総督府・朝鮮総督府・関東局あるいは外務省の管轄下に置かれた。
なお、1920年代には、大学令による大学が多く設立されている。→旧制大学

### 大阪・名古屋
8. 大阪帝国大学（現在の大阪大学）
9. 名古屋帝国大学（現在の名古屋大学）

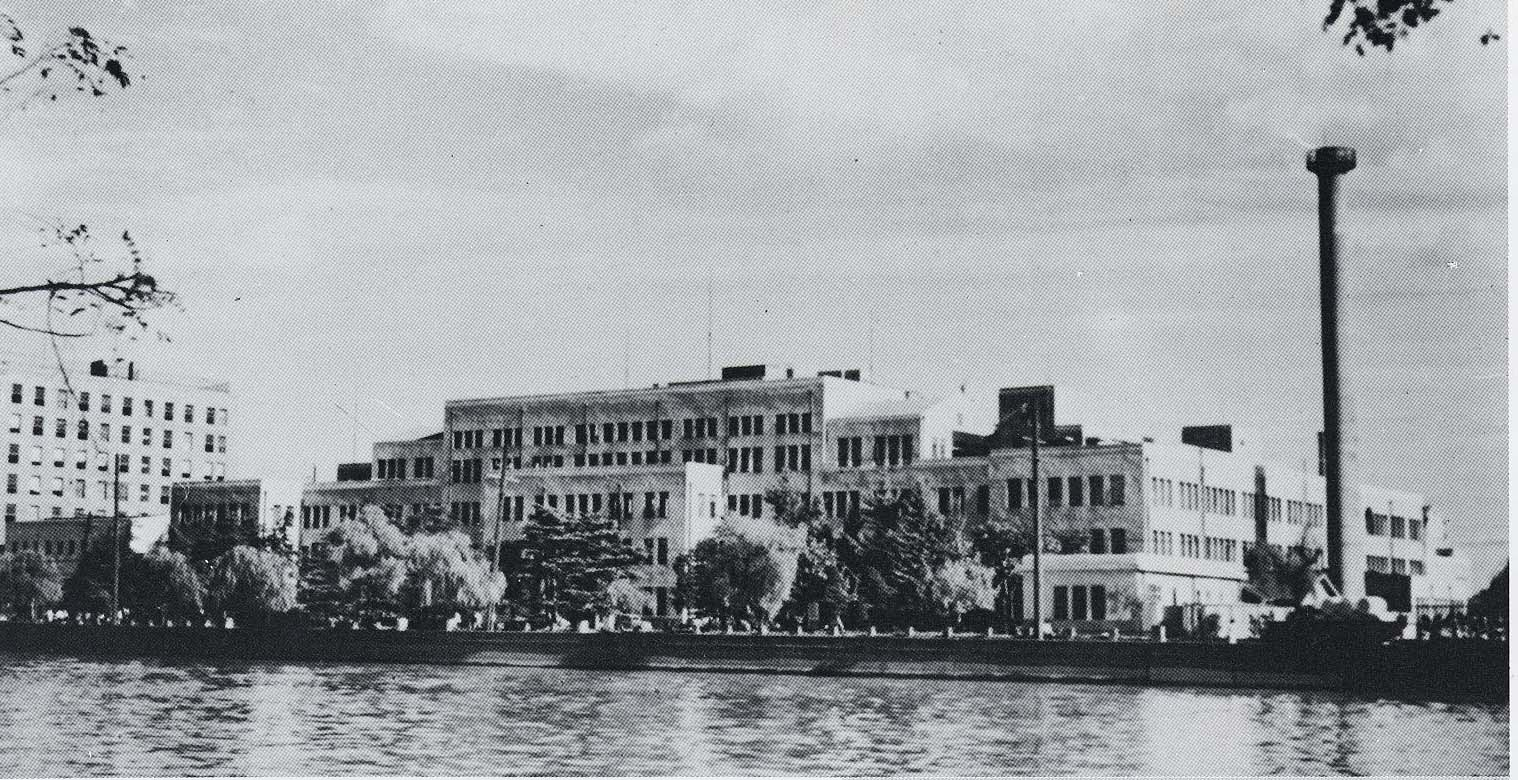
大阪帝国大学（撮影年不明）

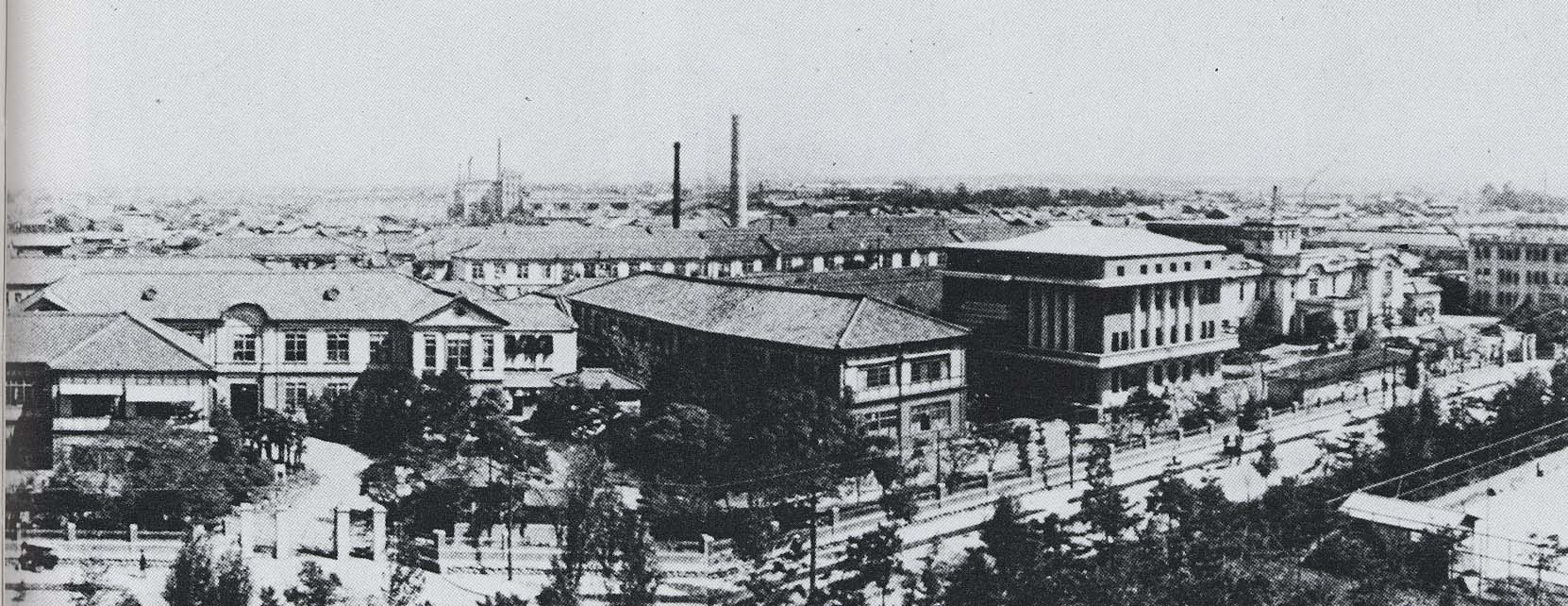
名古屋帝国大学（撮影年不明）

1923年に発生した関東大震災により、東京が壊滅的な打撃を受けた一方、関東およびその近郊からの移住者により、大阪市や名古屋市の人口は急増し、特に大阪市においては、首都機能こそなかったものの、当時の東京市の人口を抜いて日本最大の都市に躍進し、また当時世界各国の主要都市の中でも6番目の人口数となり、いわゆる大大阪時代を迎えていた（同記事および都道府県庁所在地と政令指定都市の人口順位も参照）。
両市のある府県では帝大設立運動が起きたが、昭和金融恐慌（1927年）、世界恐慌（1929年）のため帝大創設の政府予算は付かず、全額を地元が国庫に寄付するという形で両帝大は設立された。大阪帝国大学は大阪医科大学、名古屋帝国大学は名古屋医科大学を前身として設立されている。
1931年の満州事変以後、軍部の台頭によって財政は軍事費優先傾向が強くなり、また、両帝大の先例から、新たな帝大の設立には全額地元負担が必須となり、他地域での帝大新設は行われなかった。しかし、その他の高等教育機関の設立・改組などは行われた。

### 旧制高等学校との関係
帝大は後期高等教育機関であり専門教育を行っていたが、前期高等教育で教養教育（外国語教育）を行っていた旧制高等学校とは密接不可分な関係にあった。
大学予科を付設していない帝国大学は旧制高校出身者を最優先に入学させる方針であったため、旧制高校卒業生は大学・学部を問わなければどこかの帝大に入学できた。もっとも、旧制高校卒業生であっても人気学部への進学は難関であり、各帝大医学部、東京帝大法・経済・工部、京都帝大工学部等へは数倍程度の倍率を擁したとされる。
一方で、京都帝国大学文系は定員無視の全入状態であり、東北・名古屋・九州の各帝大は旧制高校卒のみでは定員の半数程度しか埋められず、後述する北海道帝大のように大学予科を付設することも認められなかったため、旧制専門学校からの傍系入学を認めていた。
したがって帝大入試は現在のエスカレーター式高校から大学学部選抜のような位置であり、高等教育入試の主戦場は旧制高校入試であった。旧制高校の選抜の厳しさ、現在は存在しない知的特権性から、帝国大学卒業生の多くは出身帝国大学より出身旧制高校にアイデンティティを置いていた。旧制高校生は旧制中学生の憧れの的であり、密接不可分な旧制高校と帝国大学が2つに分かれ共鳴しあって魅力を高めあっていた。
明治・大正時代の考え方では、外国語（英語・ドイツ語・フランス語）で専門高等教育を行うのが旧制大学であり、その準備教育として旧制高等学校や大学予科で外国語教育を受け、日本語で簡易な高等専門教育を行うのが旧制専門学校であるという棲み分けであった。しかし、昭和時代に入ると旧制大学の教育も日本語で行うようになり、旧制大学と旧制専門学校の違いが教育年限と入学難易度だけということになり、戦前の昭和時代にも学制の改革は議論されていたが具体化するのは戦後である。

### 帝国大学予科との関係
明治時代に開拓使によって設立され、東京帝大・京都帝大・東京高等商業学校と同様に学士号授与権が与えられた高等教育機関である札幌農学校の帝大昇格にあたっては、札幌農学校予修科を東北帝大農科大学予科に改組する方策が採られた。
これは、札幌農学校が伝統的に「予科と本科の一貫教育」を基軸としていたことに加え、北海道という地域性から他帝大と同様の選抜方式では定員充足が困難と見込まれたものに伴う措置である。東北帝大農科大学では農科大学予科出身者を最優先に入学させ、農科大学予科出身者のみで欠員が生じる場合のみ旧制高校出身者等を受け入れることとされた。この進学カリキュラムは後に北海道帝大となった後も同帝大予科として引き継がれ、新制大学である北海道大学の総合教育部・恵迪寮などに受け継がれていく。その他、外地に所在した京城帝大、台北帝大においても大学予科が付設された。

### 戦後の変遷
1945年（昭和20年）8月15日の終戦によって日本が外地を喪失したことで、朝鮮と台湾にあった帝国大学2校も日本政府の手を離れることとなった。同年9月9日から連合国軍政が敷かれた朝鮮では、10月に京城帝国大学が京城大学に改称した（翌1946年に一旦閉鎖した上で10月15日に他の高等教育機関と統合して「ソウル大学校」として創立）。
また、同年11月15日には中華民国政府が台北帝国大学を接収して「国立台湾大学」と改称した。帝国大学9校における職員人事を規定してきた帝国大学官制（明治26年8月11日勅令第83号）は、外地の2校を除いた内地7校を対象とする同名の勅令（昭和21年4月1日勅令第205号）によって1946年（昭和21年）4月1日をもって引き継がれた。同令附則により同日、内地7校各校毎の官制も廃止された。一方、外地2校各校毎の官制は同日以降も存続し続けていたが、1952年（昭和27年）4月28日にサンフランシスコ講和条約が発効して連合国軍の日本占領が終了すると失効した。
外地の2校では、日本の敗戦によって大量の教授陣（日本人）が内地に引き揚げたため、大学の建物は残っても修業年限全てに渡って充分な講義をすることが困難になった。そのような大学組織の内部事情と日本の統治の仕方の違い（→日本統治時代の朝鮮、日本統治時代の台湾）も影響して、台湾大学は、設立母体を台北帝国大学としているが、ソウル大学校は1946年（昭和21年）に新設した大学として、設立母体を京城帝国大学とはしていない。また、講義に用いられる言語については、戦前は日本語が用いられたが、戦後、ソウル大学校では朝鮮語、台湾大学では中国語への変更がなされた。なお、台湾大学では、日本各地の小・中・高の教育を受けた国民党側の子弟の留学枠が存在し、中国語が拙いこれらの学生に対し、戦前に日本語で教育された教授陣が個人的に日本語で教育する例も見られた。
内地においては、1947年（昭和22年）に帝国大学令が国立総合大学令と改題され、帝国大学は「国立総合大学」と改称された。これに伴い各大学は校名から「帝国」を除く改称を行ったため、旧制大学としての学制は保持しつつも「帝国大学」の名は消えた。その後、1949年（昭和24年）の国立学校設置法施行により旧制国立総合大学7校はそれぞれ新制国立大学に包括され（学制改革）、旧制から新制への移行期間を経た1962年（昭和37年）の国立総合大学廃止をもって、学制上の帝国大学も消滅した。
帝国大学を前身に持つ国立大学7校は旧帝国大学、または旧帝大と呼ばれる。学士会はそのまま存続し、内地の7大学（と外地2校の帝大卒業生）共通の同窓会組織として機能している。また、7大学の定期対抗戦である全国七大学総合体育大会（通称して七大戦、もしくは七帝戦）が毎年開催されている。なお、内地と外地に合計9校の帝国大学が存在したことから「九帝大」の呼称もあったが、「旧帝大」と同音異義語であることと、日本国外の旧帝大との交流が減ったことにより、現在は死語となっている。
2021年（令和3年）現在、東北大学、東京大学、京都大学、名古屋大学、大阪大学、九州大学は、指定国立大学法人に指定されている（指定順）。

### 設立過程
政府が率先して設置した帝国大学もあったが、帝国議会が成立した後は、帝大（綜合大学）設立の建議案が議会に次々と提出され、一部は採択されて建議となり、政府に設置を働きかけた。しかし、建議は法的拘束力がない上、帝国大学以外の他の高等教育機関が比較的安価に設立できたのに対し、帝国大学は格付けが高く、設立に多大な費用を必要とした。そのため、財政的裏付けのない議会の帝大設立建議が、すぐに設立に結びつくとは言い難かった。
| 年                 | 月日            | 建議案/請願              | 建議案/請願                                          | 設立要望地 | 設立要望地     |
| 年                 | 月日            | 提出先                   | 名称                                                 | 地方       | 公法人         |
| ------------------ | --------------- | ------------------------ | ---------------------------------------------------- | ---------- | -------------- |
| 1893年（明治26年） | 2月28日         | 衆議院                   | 關西に帝國大學を新設する建議案                       | 関西       | 西京（京都市） |
| 1897年（明治30年） | 6月22日         | 京都帝国大学設立の勅令   | 京都帝国大学設立の勅令                               | 関西       | 京都市         |
| 1899年（明治32年） | 1月21日         | 貴族院                   | 高等學校及帝國大學増設に關する建議案                 | －         |                |
| 1900年（明治33年） | 1月26日-2月2日  | 衆議院                   | 九州東北帝國大學設置建議案                           | 東北       | （宮城県）     |
| 1900年（明治33年） | 1月26日-2月2日  | 衆議院                   | 九州東北帝國大學設置建議案                           | 九州       | （候補複数）   |
| 1900年（明治33年） | 2月22日         | 衆議院                   | 北海道帝國大學設立の請願                             | 北海道     | 北海道地方費   |
| 1901年（明治34年） | 3月24日         | 貴族院                   | 北海道帝國大學設立の請願                             | 北海道     | 北海道地方費   |
| 1901年（明治34年） | 3月24日         | 衆議院                   | 北海道帝國大學設立の請願                             | 北海道     | 北海道地方費   |
| 1907年（明治40年） | 6月22日         | 東北帝国大学設立の勅令   | 東北帝国大学設立の勅令                               | 東北       | 仙台市         |
| 1910年（明治43年） | 12月22日        | 九州帝国大学設立の勅令   | 九州帝国大学設立の勅令                               | 九州       | 福岡市         |
| 1911年（明治44年） | 2月2日-18日     | 衆議院                   | 北陸帝國大學設立に關する建議案                       | 北陸       |                |
| 1911年（明治44年） | 3月20日         | 衆議院                   | 北海道帝國大學設立の請願                             | 北海道     | 北海道地方費   |
| 1911年（明治44年） | 3月21日         | 貴族院                   | 北海道帝國大學設立の請願                             | 北海道     | 北海道地方費   |
| 1916年（大正5年）  | 2月28日         | 衆議院                   | 廣島縣下に中國帝國大學設置の請願                     | 中国       | 広島県         |
| 1918年（大正7年）  | 4月1日          | 北海道帝国大学設立の勅令 | 北海道帝国大学設立の勅令                             | 北海道     | 札幌区         |
| 1924年（大正13年） | 5月2日          | 京城帝国大学設立の勅令   | 京城帝国大学設立の勅令                               | 朝鮮       | 京城府         |
| 1924年（大正13年） | 7月15日-18日    | 衆議院                   | 名古屋に綜合大學設置に關する建議案                   | 東海       | 名古屋市       |
| 1925年（大正14年） | 3月20日・23日   | 衆議院                   | 名古屋に綜合大學設置に關する建議案                   | 東海       | 名古屋市       |
| 1926年（大正15年） | 3月24日・25日   | 衆議院                   | 金澤市に綜合大學設置に關する建議案                   | 北陸       | 金沢市         |
| 1927年（昭和2年）  | 2月19日-3月11日 | 衆議院                   | 岡山市に綜合中國帝國大學設置に關する建議案           | 中国       | 岡山市         |
| 1927年（昭和2年）  | 2月19日-3月11日 | 衆議院                   | 松江市に山陰帝國大學設置に關する建議案               | 中国       | 松江市         |
| 1927年（昭和2年）  | 2月19日-3月25日 | 衆議院                   | 金澤市に綜合大學設置に關する建議案                   | 北陸       | 金沢市         |
| 1927年（昭和2年）  | 2月24日-3月25日 | 衆議院                   | 廣島市に綜合大學設置に關する建議案                   | 中国       | 広島市         |
| 1927年（昭和2年）  | 2月24日-3月25日 | 衆議院                   | 西宮市に綜合大學設置に關する建議案                   | 関西       | 西宮市         |
| 1927年（昭和2年）  | 3月24日・25日   | 衆議院                   | 名古屋市に綜合帝國大學建設に關する建議案             | 東海       | 名古屋市       |
| 1927年（昭和2年）  | 3月11日-25日    | 衆議院                   | 新潟縣に綜合大學設置に關する建議案                   | 北陸       | 新潟県         |
| 1928年（昭和3年）  | 3月17日         | 台北帝国大学設立の勅令   | 台北帝国大学設立の勅令                               | 台湾       | 台北市         |
| 1928年（昭和3年）  | 5月6日          | 衆議院                   | 松江市に山陰帝國大學設置に關する建議案               | 中国       | 松江市         |
| 1928年（昭和3年）  | 5月6日          | 衆議院                   | 名古屋市に綜合帝國大學建設に關する建議案             | 東海       | 名古屋市       |
| 1928年（昭和3年）  | 5月6日          | 衆議院                   | 廣島市に綜合大學設置に關する建議案                   | 中国       | 広島市         |
| 1929年（昭和4年）  | 3月19日-25日    | 衆議院                   | 廣島市に綜合大學設置に關する建議案                   | 中国       | 広島市         |
| 1929年（昭和4年）  | 3月19日-25日    | 衆議院                   | 四國に國立綜合大學設置に關する建議案                 | 四国       |                |
| 1929年（昭和4年）  | 3月19日-25日    | 衆議院                   | 名古屋市に綜合帝國大學設置に關する建議案             | 東海       | 名古屋市       |
| 1929年（昭和4年）  | 3月19日-25日    | 衆議院                   | 金澤市に綜合大學設置に關する建議案                   | 北陸       | 金沢市         |
| 1929年（昭和4年）  | 3月23日・25日   | 衆議院                   | 大阪市に綜合大學設置に關する建議案                   | 関西       | 大阪市         |
| 1930年（昭和5年）  | 5月13日         | 衆議院                   | 岡山市に綜合中國帝國大學設置に關する建議案           | 中国       | 岡山市         |
| 1931年（昭和6年）  | 3月23日         | 衆議院                   | 四國に國立綜合大學設置に關する建議案                 | 四国       |                |
| 1931年（昭和6年）  | 3月23日         | 衆議院                   | 廣島市に綜合大學設置に關する建議案                   | 中国       | 広島市         |
| 1931年（昭和6年）  | 3月25日・26日   | 衆議院                   | 岡山市に中國帝國大學設置に關する建議案               | 中国       | 岡山市         |
| 1931年（昭和6年）  | 4月30日         | 大阪帝国大学設立の勅令   | 大阪帝国大学設立の勅令                               | 関西       | 大阪市         |
| 1938年（昭和13年） | 3月8日・25日    | 衆議院                   | 名古屋帝國大學設立に關する建議案                     | 東海       | 名古屋市       |
| 1939年（昭和14年） | 3月11日・25日   | 衆議院                   | 徳島縣に四國帝國大學設置に關する建議案               | 四国       | 徳島県         |
| 1939年（昭和14年） | 3月31日         | 名古屋帝国大学設立の勅令 | 名古屋帝国大学設立の勅令                             | 東海       | 名古屋市       |
| 1940年（昭和15年） | 3月24日・25日   | 衆議院                   | 徳島市に四國帝國大學設置に關する建議案               | 四国       | 徳島市         |
| 1940年（昭和15年） | 3月24日         | 衆議院                   | 新潟縣に綜合大學設立の請願                           | 北陸       | 新潟県         |
| 1941年（昭和16年） | 3月25日         | 貴族院                   | 新潟縣に綜合大學設置の請願                           | 北陸       | 新潟県         |
| 1941年（昭和16年） | 3月25日         | 衆議院                   | 新潟縣に綜合大學開設の請願                           | 北陸       | 新潟県         |
| 1942年（昭和17年） | 2月3日・13日    | 衆議院                   | 神宮皇學館大學を綜合大學として擴張變更に關する建議案 | 東海       | 宇治山田市     |
| 1943年（昭和18年） | 3月25日         | 衆議院                   | 徳島市に帝國大學開設の請願                           | 四国       | 徳島市         |
| 1946年（昭和21年） | 7月30日         | 衆議院                   | 奈良女子帝國大學設置に關する建議案                   | 関西       | 奈良県         |
| 1946年（昭和21年） | 8月6日          | 衆議院                   | 四國綜合大學設置に關する建議案                       | 四国       |                |
| 1946年（昭和21年） | 8月13日         | 衆議院                   | 金澤市に北陸帝國大學設置に關する建議案               | 北陸       | 金沢市         |
| 1946年（昭和21年） | 9月10日         | 衆議院                   | 東京女子高等師範學校の女子綜合大學昇格に關する建議案 | 関東       | 東京都         |
| 1946年（昭和21年） | 9月27日         | 貴族院                   | 四國綜合大學設置に關する請願                         | 四国       |                |
| 1946年（昭和21年） | 10月11日        | 衆議院                   | 四國綜合大學設置に關する建議案                       | 四国       |                |
| 1946年（昭和21年） | 10月11日        | 衆議院                   | 金澤市に北陸帝國大學設立の請願                       | 北陸       | 金沢市         |
| 1947年（昭和22年） | 3月31日         | 衆議院                   | 善通寺町に四國總合大學設立の請願                     | 四国       | 善通寺町       |

## 旧帝国大学
旧帝国大学（きゅうていこくだいがく）とは、帝国大学を前身とする７つの国立大学を示す通称である。また、旧外地の大学を含まないことを明確にする場合は旧七帝国大学と称する。略称は旧帝大、旧七帝大。

各大学の詳細については北海道大学、東北大学、東京大学、名古屋大学、京都大学、大阪大学、九州大学を参照。

### 入学状況
学部学生の出身高校所在地方（全国8地方）別入学者の人数および比率は、以下のようになっている。
- 基本的に三重県は近畿地方に含め、中部地方には含めていないが、名古屋大学および大阪大学に限り、三重県を近畿地方に含めず、中部地方に含める。また、山梨県は全大学とも中部地方に含め、関東地方には含めていない。
- 九州大学は、下位4地方全てを「その他」にまとめて発表している。
- 各大学において第1位の都道府県を全体に対する比率と共に記載。
- 1500人以上、1000人以上、500人以上、250人以上、100人以上、50人以上、50人以下で区切って色分けする。

| 大学                         | 北海道 | 東北  | 関東  | 中部  | 近畿  | 中国  | 四国 | 九州  | その他 | 総数   |
| ---------------------------- | ------ | ----- | ----- | ----- | ----- | ----- | ---- | ----- | ------ | ------ |
| 北海道大学 （北海道：37.8%） | 980    | 133   | 547   | 366   | 323   | 69    | 42   | 82    | 59     | 2,591  |
| 東北大学 （宮城県：15.4%）   | 98     | 1,030 | 794   | 409   | 81    | 29    | 25   | 41    | 31     | 2,538  |
| 東京大学 （東京都：37.9%）   | 45     | 71    | 1,837 | 348   | 405   | 129   | 58   | 210   | 5      | 3,108  |
| 名古屋大学 （愛知県：50.7%） | 9      | 10    | 117   | 1,773 | 140   | 50    | 38   | 46    | 36     | 2,219  |
| 京都大学 （京都府：18.7%）   | 29     | 53    | 376   | 459   | 1,543 | 155   | 68   | 203   |        | 2,886  |
| 大阪大学 （大阪府：24.2%）   | 35     | 17    | 196   | 477   | 1,885 | 293   | 151  | 283   | 74     | 3,411  |
| 九州大学 （福岡県：37.6%）   |        |       |       |       | 164   | 354   | 93   | 1,834 | 242    | 2,687  |
| 合計                         |        |       |       |       |       | 1,079 | 475  | 2,699 |        | 19,440 |

北海道大学：2,591人
東北大学：2,538人
東京大学：3,108人
名古屋大学：2,219人
京都大学：2,886人
大阪大学：3,411人
九州大学：2,687人

### 学部生の男女比
旧帝大における学部生の男女比は、女性の方が比率が低い傾向にある。
| 大学       | 女子 比率 | 学部生数（人） | 学部生数（人） |
| 大学       | 女子 比率 | 女子数         | 総数           |
| ---------- | --------- | -------------- | -------------- |
| 北海道大学 | 28.9 %    | 3,249          | 11,224         |
| 東北大学   | 26.3 %    | 2,819          | 10,695         |
| 東京大学   | 20.1 %    | 2,802          | 13,962         |
| 名古屋大学 | 31.5 %    | 3,103          | 9,838          |
| 京都大学   | 22.2 %    | 2,896          | 13,038         |
| 大阪大学   | 33.5 %    | 4,988          | 14,890         |
| 九州大学   | 29.5 %    | 3,449          | 11,683         |

### ノーベル賞およびフィールズ賞
| 大学                      | ノーベル賞 | ノーベル賞                                                            | ノーベル賞 | ノーベル賞                   | フィールズ賞    | 小計 |
| 大学                      | 理系       | 受賞者                                                                | 文系       | 受賞者                       | フィールズ賞    | 小計 |
| ------------------------- | ---------- | --------------------------------------------------------------------- | ---------- | ---------------------------- | --------------- | ---- |
| 北海道帝国大学 北海道大学 | 01         | 鈴木章                                                                | 0          | －                           | －              | 01   |
| 東北帝国大学 東北大学     | 01         | 田中耕一                                                              | 0          | －                           | －              | 01   |
| 東京帝国大学 東京大学     | 60         | 江崎玲於奈 南部陽一郎 小柴昌俊 根岸英一 大隅良典 眞鍋淑郎             | 03         | 川端康成 佐藤栄作 大江健三郎 | 小平邦彦        | 100  |
| 名古屋帝国大学 名古屋大学 | 03         | 小林誠 益川敏英 天野浩                                                | 0          | －                           | －              | 03   |
| 京都帝国大学 京都大学     | 08         | 湯川秀樹 朝永振一郎 福井謙一 利根川進 野依良治 山中伸弥 赤﨑勇 本庶佑 | 0          | －                           | 広中平祐 森重文 | 010  |
| 大阪帝国大学 大阪大学     | 0          | －                                                                    | 0          | －                           | －              | 0    |
| 九州帝国大学 九州大学     | 0          | －                                                                    | 0          | －                           | －              | 0    |
| 台北帝国大学 国立台湾大学 | 01         | 李遠哲                                                                | 0          | －                           | －              | 01   |
| 合計                      | 18         |                                                                       | 03         |                              | 04              | 26   |

### 論文の引用動向
以下は論文の被引用数による順位（1999年～2009年）。その他の観点による各大学の評価については「世界大学ランキング」を参照。
自然科学分野・総合（4,272機関中）
- 「論文数」で見ると国内上位7法人は旧帝国大学が占めている。

| 国内 被引用 順 | 世界 被引 用数 順 | 法人名             | 被引用 数 | 論文 数 | 平均被引 用数 |
| -------------- | ----------------- | ------------------ | --------- | ------- | ------------- |
| 1              | 11                | 東京大学           | 1,041,057 | 71,838  | 14.49         |
| 2              | 31                | 京都大学           | 732,732   | 52,735  | 13.89         |
| 3              | 37                | 大阪大学           | 628,365   | 44,707  | 14.06         |
| 4              | 65                | 東北大学           | 473,014   | 42,509  | 11.13         |
| 5              | 67                | 科学技術振興機構   | 462,433   | 22,899  | 20.19         |
| 6              | 110               | 名古屋大学         | 338,129   | 28,093  | 12.04         |
| 7              | 124               | 九州大学           | 312,666   | 29,457  | 10.61         |
| 8              | 129               | 理化学研究所       | 306,754   | 17,657  | 17.37         |
| 9              | 146               | 北海道大学         | 284,189   | 28,809  | 9.86          |
| 10             | 151               | 産業技術総合研究所 | 270,838   | 26,247  | 10.32         |
| 11             | 171               | 東京工業大学       | 255,204   | 24,825  | 10.28         |
| 12             | 231               | 筑波大学           | 197,384   | 17,911  | 11.02         |
| 13             | 287               | 慶應義塾大学       | 159,647   | 13,893  | 11.49         |
| 14             | 292               | 自然科学研究機構   | 157,795   | 9,912   | 15.92         |
| 15             | 298               | 広島大学           | 155,650   | 16,356  | 9.52          |
| 16             | 311               | 千葉大学           | 148,811   | 12,659  | 11.76         |
| 17             | 343               | 岡山大学           | 130,575   | 13,558  | 9.63          |
| 18             | 356               | 神戸大学           | 124,372   | 11,832  | 10.51         |
| 19             | 384               | 東京医科歯科大学   | 114,439   | 7,930   | 14.43         |
| 20             | 396               | 金沢大学           | 108,928   | 9,374   | 11.62         |

### 研究費
全ての国立大学法人の中で、研究費が多い上位7法人は旧帝国大学の7校となっている。以下の表には、大学共同利用機関法人も含む。
- 2005年度の値[58]
- 「主要研究経費」は、研究経費と科学研究費補助金（直接経費）の合算値とする。

| 順位 | 法人名                     | 主要研究経費 |
| ---- | -------------------------- | ------------ |
| 1    | 東京大学                   | 435.3億円    |
| 2    | 東北大学                   | 259.5億円    |
| 3    | 京都大学                   | 248.4億円    |
| 4    | 大阪大学                   | 242.7億円    |
| 5    | 自然科学研究機構           | 238.2億円    |
| 6    | 高エネルギー加速器研究機構 | 162.7億円    |
| 7    | 情報・システム研究機構     | 157.2億円    |
| 8    | 九州大学                   | 147.1億円    |
| 9    | 名古屋大学                 | 136.3億円    |
| 10   | 北海道大学                 | 128.7億円    |

- 公的な研究費の出所については、以下も参照。
  - 科学研究費補助金#採択件数上位機関一覧
  - 世界トップレベル国際研究拠点形成促進プログラム#採択拠点
  - グローバルCOEプログラム#採択
  - 21世紀COEプログラム#上位機関

### 特許
旧帝国大学は、研究成果の一部を特許として多数公開している。研究成果を基した起業については大学発ベンチャーを参照。
大学別特許登録件数（2023年）
| 順位 | 機関名           | 件数 |
| ---- | ---------------- | ---- |
| 1    | 東京大学         | 308  |
| 2    | 大阪大学         | 244  |
| 3    | 東北大学         | 208  |
| 4    | 京都大学         | 199  |
| 5    | 東海国立大学機構 | 195  |
| 6    | 東京工業大学     | 142  |
| 7    | 九州大学         | 115  |
| 8    | 北海道大学       | 109  |
| 9    | 信州大学         | 94   |
| 10   | 慶應義塾大学     | 86   |

### 財務
企業の「売上高」に当たるのが、国公立大学（国立大学法人および公立大学法人）では「経常収益」であり、私立大学（学校法人等）では「帰属収入」（2015年度の決算から「事業活動収入」に改称）であり、これらはいずれも本業における1年間の金銭的な収入を表す。旧帝国大学の経常収益は大きく、国公立大学の上位を占めている。また、医学部および大学病院を持つ大学を経営している法人も上位にいる（表中において法人単位で赤で表示）。なお参考として、旧帝国大以外の国公立大学で最も経常収益が大きい筑波大学も以下のグラフに加える。
経常収益合計（単位：億円）

### 帝国大学に由来する組織など
- 学士会
- 全国七大学総合体育大会
- 七帝柔道